# ولسوالی شکردره
شکردره یکی از ولسوالیهای ولایت کابل در خاور افغانستان است با جمعیت نزدیک به ۷۲۹۰۰ نفر. مرکز این ولسوالی شکر دره است.
شکردره بزرگترین ولسوالی کابل از نگاه جمعیت و وسعت محسوب می‌شود که در قسمت شمالی شهر کابل واقع شده‌است.
اراضی این ولسوالی بیشتر کوهستانی و نا هموار میباشد که با باغ های انبوه استطار شده است و اقلیم معتدل دارد.
بند شاه و عروس  که تازه تاسیس آن به پایان رسیده سبب در این ولسوالی در اخیر روستای دره موقعیت دارد که از برق و آب آن به گونه مفیدی در این ولسوالی استفاده به عمل میاید. 
بیشتر باشندگان این ولسوالی تاجیک‌ها می‌باشند و به زبان فارسی سخن می‌گویند.
شکردره دارای چندین روستا می‌باشد که می‌توان از آن‌ها سیابقلی، صوفی خیل، قلعۀ مرادبیگ، حاجی بخشی، قلعۀ صاحبزاده، غازه، کاریزمیر (بالا کاریز و پایین کاریز)، آقا علی شیخو، دانشمند و خروتی نام برد.
مردم شکردره بیشتر مشغول زراعت و مالداری هستند. صادرات این ولسوالی بیشتر میوه جاتی چون؛ سیب، انگور، شفتالو(هلو)، توت(خشک و تازه) ،و ندرتا؛ گیلاس، آلبالو و سایر سبزیجات و میوه جات هستند.
محل های سیاحتی این ولسوالی عبارتنداز؛ بند شاه و عروس، بازار شاه مردان، خواجه موجود، قلعه مراد بیک و دره های زیبا و سر سبز هستند. آب و هوای معتدل و فضای سبز این ولسوالی هر روزه بازدید کننده گان بسیاری را از سرتاسر افغانستان به این ولسوالی جذب میکند.
در دسامبر ۲۰۰۹، وزارت مبارزه علیه مواد مخدر افغانستان طرحی به نام "عاری از خشخاش" را با افتتاح تشریفاتی یک جاده آسفالته ۹ کیلومتری (۵/۶ مایلی) که توسط این وزارتخانه تکمیل شد، اعلام کرد و به این صورت به کشاورزان محلی اجازه می‌دهد تا محصولات خود را به بازاری در بخش دورافتاده ولسوالی شکردره (هر بار تحت حکومت کرزی) انتقال دهند. یک ولایت در افغانستان محصول خشخاش خود را کاهش می‌دهد یا از بین می‌برد، ساکنان آن از جاده‌ها، مدارس، سیستم‌های آبیاری یا تجهیزات کشاورزی جدید بهره‌مند می‌شوند.
در سال ۲۰۰۹، کشت خشخاش در کل ولایت کابل تا ۵۷ درصد کاهش یافت.

## منبع‌ها
1. ↑  برآورد رسمی کمیساریای عالی سازمان ملل برای پناهندگان در سال ۲۰۰۲
2. ↑  «Example Domain». www.example.com. دریافت‌شده در ۲۰۲۴-۰۸-۱۲.
3. ↑  «Ministry of Counternarcotics Opens Road in Poppy-free Shakardara District through Good Performer's Initiative (December 15, 2009) - U.S. Embassy Kabul, Afghanistan». web.archive.org. ۲۰۱۰-۰۴-۲۱. بایگانی‌شده از اصلی در ۲۱ آوریل ۲۰۱۰. دریافت‌شده در ۲۰۲۳-۱۱-۲۰.

- مشارکت‌کنندگان ویکی‌پدیا. «Kabul Province». در دانشنامهٔ ویکی‌پدیای انگلیسی، بازبینی‌شده در ۱۲ اسفند ۱۳۹۰ خورشیدی.